# Ballotpedia
Ballotpedia是非营利且无党派倾向的在线政治百科全书，涵盖美国联邦、州和地方政治、选举和公共政策。该网站成立于2007年。Ballotpedia由位于威斯康星州米德尔顿的非营利组织露西·伯恩斯研究所赞助。Ballotpedia最初是一个协作编辑的维基，现在完全由付费专业人员编写和编辑。截至2014年，Ballotpedia雇用了34名作家和研究人员。而根据2021年报告称其编辑人员超过50人。